# Gordius mongolicus
Gordius mongolicus är en djurart som tillhör fylumet tagelmaskar, och som beskrevs av Spiridonov 1998. Gordius mongolicus ingår i släktet Gordius, och familjen Gordiidae. Inga underarter finns listade i Catalogue of Life.